# Neorealizm włoski
Neorealizm włoski – ruch artystyczny w literaturze, plastyce, a zwłaszcza w filmie, powstały jako sprzeciw wobec faszyzmu. Jego podstawowe dzieła zrealizowano w latach 1943–1952. W filmach neorealistycznych ukazywano konflikty i dramaty zwykłych ludzi, urastające – dzięki bogactwu obserwacji i prawdzie psychologicznej – do wielkich uogólnień.
Termin „neorealizm” wprowadził jeszcze w okresie wojny włoski krytyk filmowy Antonio Pietrangeli w związku z filmem Opętanie (1943) Luchino Viscontiego, niedopuszczonego przez faszystowską cenzurę do rozpowszechniania w kinach. Za pierwszy właściwy film tego nurtu uważa się jednak Rzym, miasto otwarte (1945) Roberta Rosselliniego, zrealizowany zaraz po wejściu wojsk amerykańskich do stolicy Włoch.
Kierunek powstał w wyniku zainteresowania twórców rozliczeniami wojennymi, a także problemami społecznymi pierwszych lat powojennych. Czołowym ideologiem neorealizmu i autorem lub współautorem większości scenariuszy był Cesare Zavattini.
Rozliczenia wojenne ukazane zostały między innymi w filmach: Paisà (1946) i Niemcy – rok zerowy (1948) Roberta Rosselliniego, Vivere in pace (1946) Luigiego Zampy, Słońce wschodzi (1946) Aldo Vergano.
Problematyką społeczną, rozpatrywaną w kontekście konsekwencji wojennych, zajęły się takie filmy jak: Dzieci ulicy (1946), Złodzieje rowerów (1948), Cud w Mediolanie (1950) i Umberto D. (1952) Vittoria De Siki, Tragiczny pościg (1947), Gorzki ryż (1949), Nie ma pokoju pod oliwkami (1950) i Rzym, godzina 11 (1951) Giuseppe De Santisa, Ziemia drży (1948) i Najpiękniejsza (1951) Luchino Viscontiego, Pod niebem Sycylii (1949) Pietro Germiego, Sierpniowa niedziela (1950) Luciano Emmera.
Kierunek ten, zakończony w pierwszej połowie lat 50., bardzo silnie oddziaływał na twórców z innych krajów, m.in. na twórczość Akiry Kurosawy (Pijany anioł to przykład neorealizmu japońskiego), Luisa Buñuela (Zapomniani) czy polskiej szkoły filmowej.
W latach późniejszych we Włoszech pojawiały się dzieła nawiązujące do tematów i poetyki neorealizmu: La strada (1954) Federico Felliniego, Generał della Rovere (1959) Roberta Rosselliniego, Matka i córka (1960) Vittoria De Siki, Złoto Rzymu (1961) Carlo Lizzaniego, Cztery dni Neapolu (1962) Nanniego Loy, Salvatore Giuliano (1962) i Ręce nad miastem (1963) Francesco Rosiego.